# Mesolongi

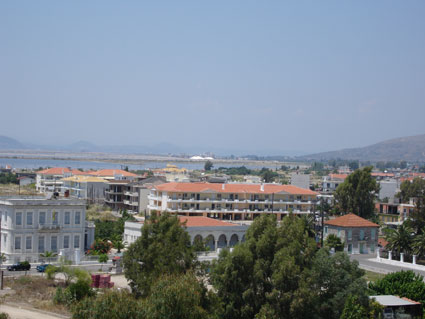
Lado oeste de la ciudad

Mesolongi (en griego: Μεσολόγγι, Mesolongi, también transcrito Mesolongi, Missolonghi, Messolonghi; forma antigua Mesolongion) es una ciudad ubicada en el oeste de Grecia, en la orilla norte del Golfo de Patras, que en 2011 tenía 12.785 habitantes. La ciudad es la capital de Etolia-Acarnania y es también la tercera ciudad más grande. Es la sede del municipio de Hiera Mesolongiou Polis (ciudad sagrada de Mesolongi).

## Comunicaciones
Mesolongi se encuentra a unas 3 o 4 horas de Atenas por carretera. Está enlazada por la GR-5/E55. El camino hacia Ástaco va al noroeste y también hay acceso a GE-48 hacia el este.
La ciudad tenía una estación de ferrocarril en la línea para Agrinio, pero ha sido abandonada desde la década de 1970.

## Historia

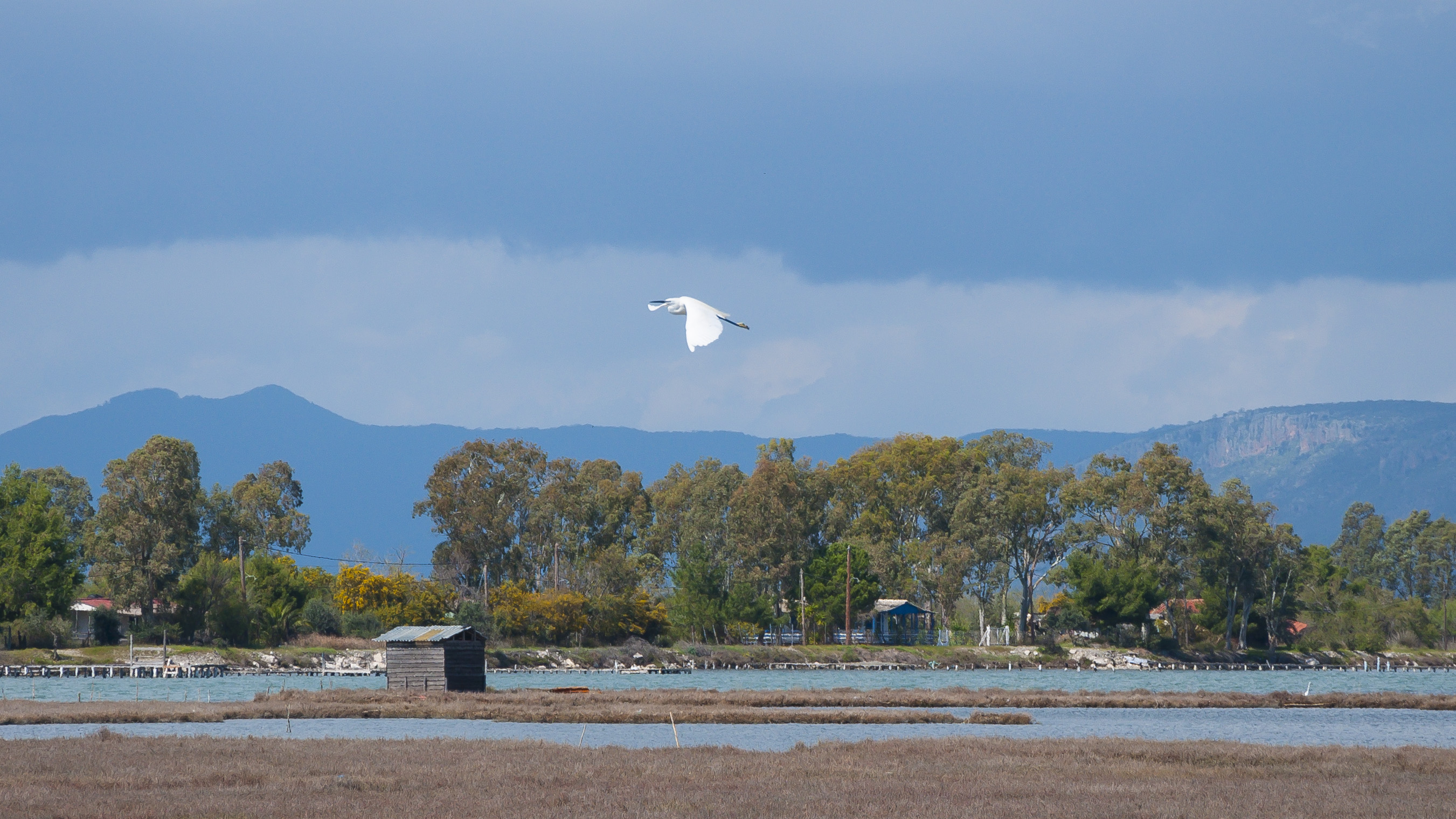
Laguna de Messolonghi

Hay muchas historias sobre el origen de la ciudad, pero cuenta el relato que fue fundada durante la dominación turca, en el siglo XVI. Por su situación estratégica en el Golfo de Patras, es la puerta al Golfo de Corinto y domina el Peloponeso; lo que ha hecho de ella un punto de combate estratégico a lo largo de la historia. Su economía está basada en la pesca en la laguna: primero en pequeño formato y después se convirtió en un gran centro naval. Ya en el siglo XVIII los barcos de Mesolongi eran famosos por su capacidad para surcar los mares hasta el Océano Atlántico.
En el siglo XIX se manifestaron contra la ocupación turca, perdiendo su poder y estabiilidad: bajo el liderazgo del profesor Panagiotis Palamas la flota fue destruida y la ciudad quemada.
La ciudad es conocida por el dramático sitio al que fue sometida por las tropas otomanas durante la Guerra de Independencia Griega en el 1826, sitio en el que falleció el poeta inglés George Gordon Byron (conocido como Lord Byron), considerado uno de los escritores más versátiles e importantes del Romanticismo, a donde había ido para defender la independencia griega y donde residía desde 1824. Este asedio se produjo tras los de 1822 y 1823, a los que la ciudad resistió. Más el tercero sumió a la ciudad en una batalla contra el hambre y la peste. El pueblo, en su desesperación, decidió escapar por la noche entre las tropas turcas, pero fueron traicionados y los turcos entraron en la ciudad y los asesinaron. Sólo algunos lograron escapar a las montañas.

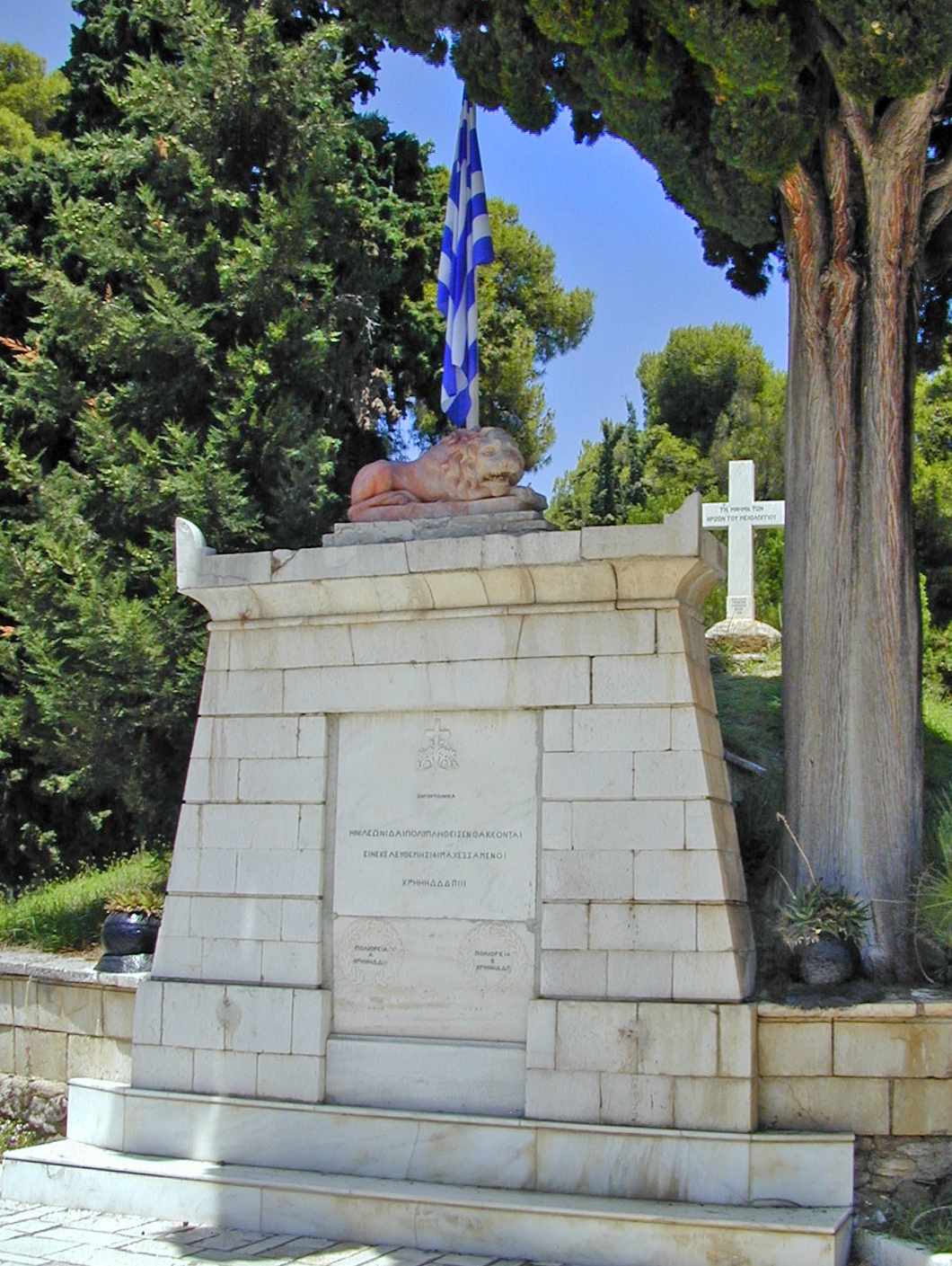
Jardín de los Héroes

Bajo el gobierno turco permaneció 3 años, hasta que entró a formar parte del primer gobierno griego en 1829. Para honrar a los fallecidos, el ayuntamiento creó el Jardín de los Héroes, un gran parque que incluye tumbas de los héroes de la Revolución Griega.
Eugène Delacroix le dedicó su célebre Grecia expirante entre las ruinas de Missolonghi, que se encuentra en el Museo de Bellas Artes de Burdeos.
El Poema Nacional Griego Himno a la Libertad de Dionyssios Solomós está también dedicado a los sufrimientos del pueblo de Mesolongi.
Mesolongi vio nacer a los dos primeros ministros Spiridon y Charilaos Trikoupis, y al poeta nacional Kostis Palamas.